# Vienna Celtic RFC
Der Vienna Celtic Rugby Football Club (kurz Vienna Celtic RFC) ist der älteste Rugbyverein Österreichs. Er ist im 23. Gemeindebezirk von Wien beheimatet. Der Vienna Celtic RFC ist Mitglied des österreichischen Rugby Verbandes. Der Verein stellte nach der Saison 2022/23 die Meistermannschaft in der höchsten österreichischen Spielklasse der Herren (ARC Premiership).

## Allgemeines
Der Name Vienna Celtic bezieht sich einerseits auf die gemeinsamen „keltischen“ Wurzeln der Clubgründer, die aus Schottland, Wales, Irland und dem ehemaligen Noricum (ein keltisches Königreich im Gebiet des heutigen Österreichs) stammten, andererseits auf die Bedeutung des Namens „Kelten“ als Keltoi = die Tapferen (ausgesprochen „Keltic“).
Der Club ist auf dem Platz des ASKÖ im 23. Wiener Gemeindebezirk, Steinergasse 12, beheimatet und verfügt über ein eigenes Clubhaus, einen Naturrasen- sowie einen kontaktsportfähigen Kunstrasenplatz.
Vienna Celtic RFC besteht aus zwei Männerteams („First 15“ und „Wanderers“), einer Frauen-Mannschaft („Blue Ladies“), dem Touch Rugby Team („Touch Brigade“) und aus 8 Teams für Kinder und Jugendliche im Alter von 5 bis 18 Jahren, sowohl Burschen als auch Mädchen. Aktive Mitglieder kommen aus mehr als 20 Ländern.
Auswärtsspiele im In- und Ausland sind dem Club wichtig. Rundreisen führten unter anderem nach Wales, Schottland, Irland, Berlin, Rotterdam (Niederlande), Südafrika, Simbabwe, St. Gallen (Schweiz), Frankreich und England.
Der Verein veranstaltet den „Capitals Cup“, ein jährlich ausgetragenes Turnier zwischen Mannschaften (Expats Teams) mit Spielern aus Budapest, Prag, Warschau, Moskau, Wien, und den „Caledonian Cup“ gegen den RC München.

## Geschichte
Der Vienna Celtic RFC wurde am 19. Januar 1978 von einer Gruppe Rugbyspieler aus Großbritannien und Österreich gegründet. Das erste Match bestritten und gewannen die „Kelten“ 1978 gegen ein kombiniertes Team aus Spielern der britischen und australischen Botschaft, der Internationalen Atomenergiebehörde (IAEO), der American International School und UN-Mitarbeitern.
In den späten 1970er-Jahren spielte man unter anderem auch gegen Ostblock-Mannschaften aus der Tschechoslowakei und Ungarn, z. B. Gottwaldov oder Kecskemét.
Über viele Jahre hinweg war der Club gezwungen, ohne eigenen Sportplatz zu trainieren und Spiele in verschiedenen gemieteten Fußballstadien durchzuführen, wuchs aber dennoch stetig. Gleich die erste österreichische Rugbymeisterschaft, ausgetragen in den Jahren 1992/93, wurde von Vienna Celtic gewonnen.
2015 fand der Club im Bundessportzentrum Atzgersdorf eine Heimat.
2020 trat mit den „Blue Ladies“ nach mehr als 10 Jahren wieder eine eigene Frauenmannschaft des Vienna Celtic RFC bei einem Turnier an.